# Otto Heuser
Otto Heuser (ur. 6 października 1896 w Wuppertalu-Oberbarmen, zm. 11 listopada 1965 w Unterpfaffenhofen k. Monachium) – profesor rolnictwa.

## Życiorys
Absolwent studiów rolniczych na uniwersytetach w Bonn i Giessen. W 1919 r. uzyskał doktorat, w 1923 – habilitację w Wyższej Szkole Rolniczej w Berlinie. Tam pracował jako prywatny docent w dziedzinie rekultywacji bagien i technik upraw.
W latach 1925–1934 był profesorem zwyczajnym nauk rolniczych na Politechnice Gdańskiej, a w latach 1934–1935 pełnił funkcję jej rektora.
W latach 1934–1945 był również profesorem zwyczajnym ekonomiki rolnictwa na Politechnice Monachijskiej, a od 1950 do 1961 dyrektorem Instytutu Ekonomiki Niemieckiego Zakładu Badań Rolniczych w Brunszwiku-Völkenrode.